# Sant Llorenç del Mont
|  | No s'ha de confondre amb Sant Llorenç del Munt o Sant Llorenç del Mont (Argelers). |

Sant Llorenç del Mont o monestir de Sant Llorenç de Sous fou una abadia benedictina de l'antic comtat de Besalú, dins els límits del bisbat de Girona, situada a l'extrem més meridional de l'actual terme municipal d'Albanyà (Alt Empordà).
Les seves ruïnes es troben en el pla de Sous (855 m), a la falda de la muntanya del Mont. Fou centre del poble de Sous, actualment deshabitat, pertanyent a l'antic municipi garrotxí de Bassegoda, que fou incorporat el 1988 al d'Albanyà i, per tant, a la comarca de l'Alt Empordà.A les seves ruïnes es construí, a principi del segle xix, l'església parroquial de Sant Llorenç de Sous.

## Història

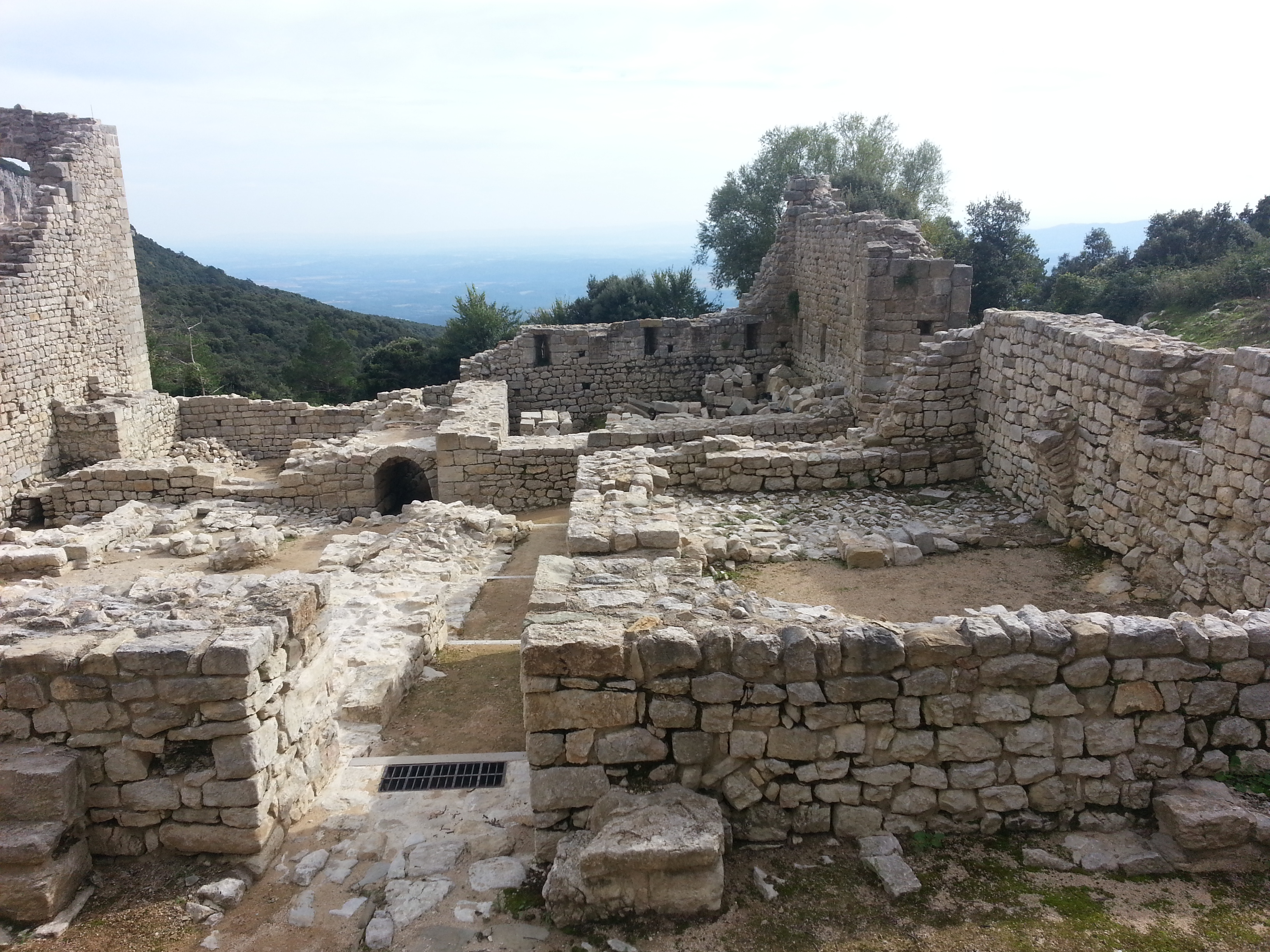
Vista general de les runes del monestir

Les primeres notícies que es tenen d'aquest monestir es remunten a l'11 d'abril del 871, quan fou citat en un precepte expedit a favor del monestir de Sant Aniol d'Aguja pel rei franc Carles el Calb. Entre les possessions d'aquest monestir hi havia la muntanya de Sant Llorenç, amb l'església que hi havia estat fundada (montem sancti Laurenti cum basilica in honore Sancti Laurenti eusdem fundate).
Era una època d'expansió del monaquisme. Sovint els monjos seguien de prop els colons que, baixant de la muntanya al pla, s'apropiaven de noves terres per ocupació (aprissio) i n'emprenien l'artigatge, i moltes vegades els disputaven els drets adquirits.
Els monjos benedictins de Sant Aniol d'Aguja que es van instal·lar al pla de Sous van tenir en compte les condicions defensives de lloc escollit i també els recursos naturals que oferia per al manteniment de la comunitat. La muntanya del Mont, per les seves característiques, els proporcionava totes dues coses. No tan sols és un lloc elevat, que ofereix protecció i fàcil de defensar, sinó que disposa de fonts d'aigua potable, al costat d'una de les quals, la font de l'Esparreguera, fou construïda la nova fundació, que n'obtingué l'aigua necessària per als usos domèstics i agropecuaris.
Fins a la primeria del segle xi la comunitat de Sant Llorenç del Mont era només una cel·la (cella Sancti Laurentii) filial de Sant Aniol d'Aguja i, com aquest, sotmès al domini dels canonges de la catedral de Girona. Així ho testimonien dos documents atorgats pel rei Carles el Simple en els anys 898 i 922 i una butlla del papa Silvestre II expedida el 1002 a favor de la mitra de Girona.
La cel·la de Sant Llorenç, però, anava adquirint importància, afavorida per privilegis i donacions efectuades pels comtes de Besalú i de Barcelona i altres senyors. Aviat esdevingué un centre receptor d'almoines i de drets de senyoria feudal sobre els habitants dels voltants.
En aquest moment, la història del lloc feu un tomb, quan s'hi traslladà la comunitat de Sant Aniol d'Aguja i esdevingué, així, la seu de l'abadia. Sant Aniol passà a ser una simple parròquia sota el domini de Sant Llorenç del Mont, que també passà a controlar les de Sant Feliu de Riu i Sant Martí de Talaixà. El 1003 la comunitat de Sous ja consta regida per l'abat Abbó. Els nous dirigents tingueren en aquells anys una intensa participació en els afers del comtat de Besalú, on ostentaven un alt reconeixement. Els seus abats formaren part del consell dels comtes de Besalú i assistiren als concilis que es van celebrar a Girona els anys 1068 i 1073. Entre els segles xi i xii es construí una nova església.
Almenys des de 1222 al monestir de Sous tenia culte particular la imatge de la Mare de Déu del Mont. La difusió de la devoció impulsà l'abat Bernat, en els anys 1311-1318, a construir l'actual santuari al cim de la muntanya, al qual fou traslladada. Aquest santuari enfrontà de seguida l'abat amb el bisbe de Girona, llavors Guillem de Vilamarí, pel seu control. El 1319 s'arribà a un conveni que deixà en mans de l'abat l'administració del santuari, mentre el bisbe hi retenia el dret de visitació, la jurisdicció i un cens anual.

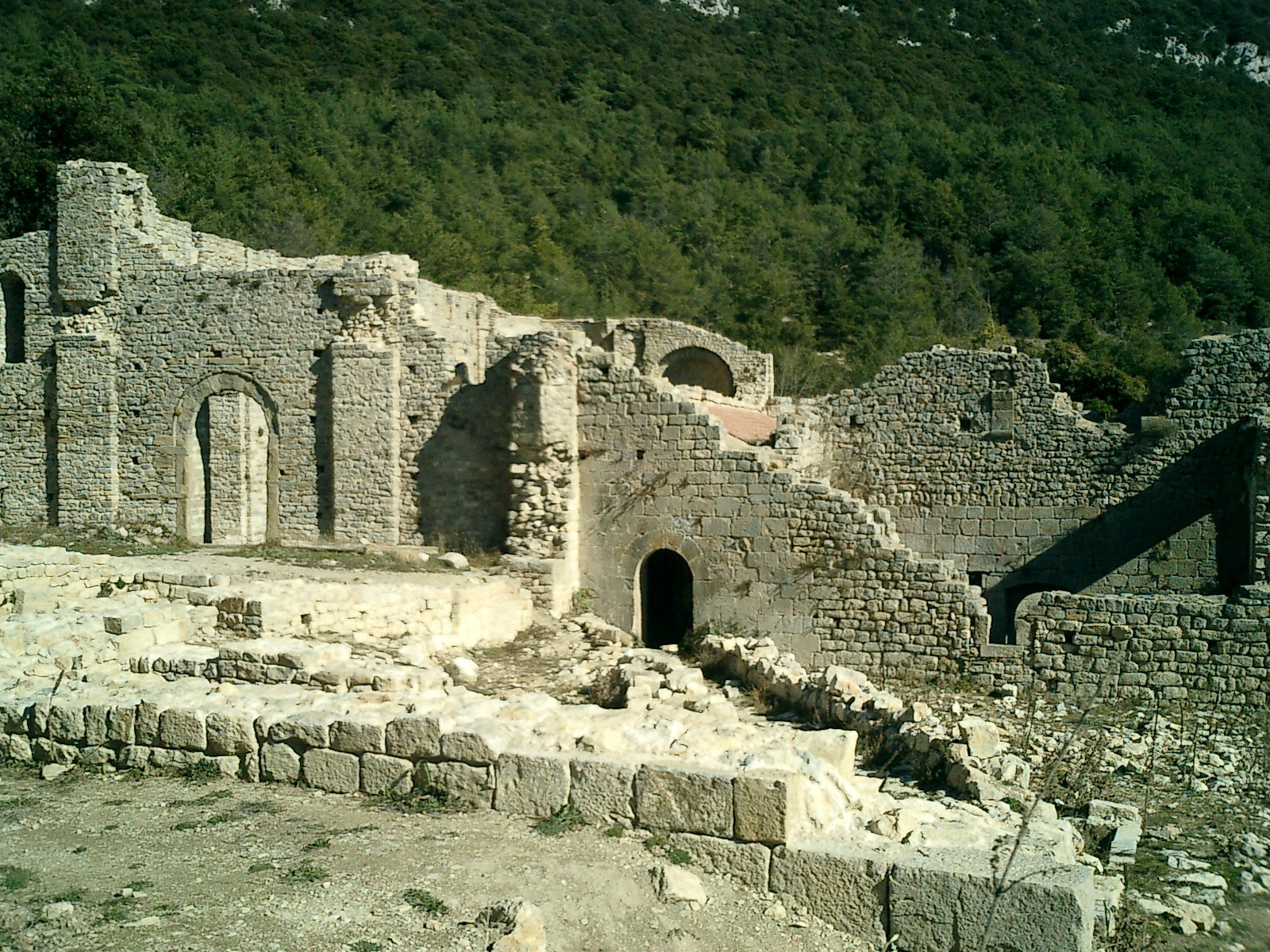
Façana i porta de l'església (a l'esquerra)

Al segle xiv era una comunitat pròspera però petita, formada, l'any 1332, per vuit monjos. Al segle xv la decadència s'accentuà, amb una comunitat que arribà a tenir només dos monjos (1438) i amb greus dificultats econòmiques per la disminució progressiva de les rendes. La situació fou agreujada pels forts terratrèmols que es deixaren sentir sobretot en aquella zona entre els anys 1427 i 1434, que afectaren els edificis i arruïnaren l'església i algunes de les altres construccions, fins al punt que motivaren el trasllat de l'altar major al claustre.
Durant el segle xvi, es reconstruïren parcialment els edificis i l'abat Francesc Albanell († 1530) intentà restaurar el monestir amb l'establiment de quatre capellanies o beneficis, però el deteriorament ja fou imparable. El 1592, d'acord amb el desig del monarca de potenciar els monestirs més poblats, el papa Climent VIII en decretà la supressió i l'annexionà al monestir de Sant Pere de Besalú. La supressió, però, no es feu efectiva fins a la mort del darrer abat, Jaume Coll, el 1605.
A partir d'aleshores, esdevingué una simple parròquia rural del poble de masies disperses de Sous. La ruïna de l'església, definitivament abandonada al segle xviii, obligà a condicionar el nou temple parroquial de Sant Llorenç de Sous en el que havia estat la sala capitular del monestir, que fou consagrat el 1829. Des de mitjan segle xix, les restes del monestir serviren d'estable d'animals i magatzem d'eines agrícoles. Durant el segle xx el poble ha quedat deshabitat i el lloc totalment abandonat, fins a les recents campanyes de recuperació.
Jacint Verdaguer visità les ruïnes del monestir durant la seva estada al Mont l'estiu de 1884, amb motiu de la festa major del poble de Sous, i en publicà les impressions aquell mateix any.

## Arquitectura

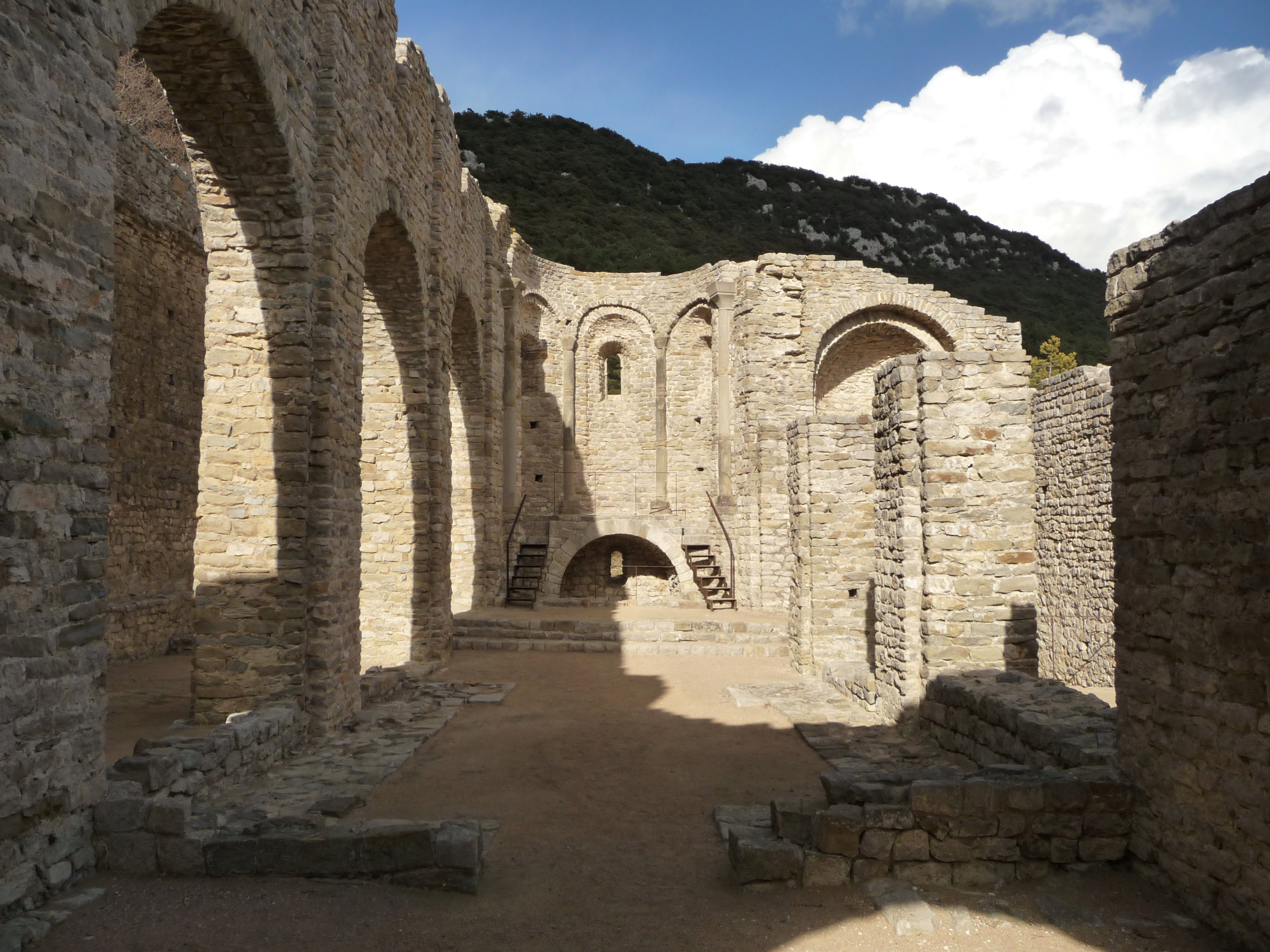
Nau central de l'església

El monestir tenia planta rectangular, orientada al migdia. El conjunt constava de dues àrees aproximadament d'igual extensió: al nord, l'església; i al sud, el claustre i les dependències monacals.
L'església, de grans dimensions, era de planta basilical, amb tres naus i tres absis semicirculars. Pertany, estilísticament, al romànic llombard, del segle xi. La nau central comunicava amb les laterals a través de tres arcs formers de mig punt que descansaven sobre grans pilastres sense decoració, les quals suportaven les voltes, de quart de cercle les laterals i segurament de canó la central. Els absis estan decorats per la part exterior amb arcs cecs i faixes llombardes i per l'interior amb fornícules entre semicolumnes i capitells; el central té tres finestres de mig punt i els laterals només una. Sota el presbiteri hi ha una petita cripta. D'aquesta església es conserva completa la capçalera, la porta principal (sense decoració) i un dels laterals fins a l'arrencada de la volta de la nau central. Davant de la porta, situada a ponent, hi havia un atri, del qual només es conserva part d'un mur.
La porta que comunicava l'església amb el claustre és al mur meridional d'aquella. Del claustre, que tenia planta irregular, segurament per adaptar-se a la topografia del terreny, només en resta la galeria adossada a l'església. Aquesta galeria està coberta amb volta de quart de cercle i té finestrals de mig punt. Les fotografies antigues que se n'han conservat indiquen que les altres galeries tenien coberta d'embigat de fusta inclinada i arcs de mig punt que descansaven sobre columnes distribuïdes en un sol rengle, tot datable en el segle xii. Els capitells estaven decorats amb motius vegetals i els que no foren robats es conserven en el Museu d'Art de Girona i en el Museu Arqueològic Comarcal de Banyoles. Verdaguer encara va poder veure una part del claustre dempeus el 1884.
A l'entorn del claustre hi havia les dependències monacals, en part fortificades, i datable entre els segles xi i xiii.

## Llegendari

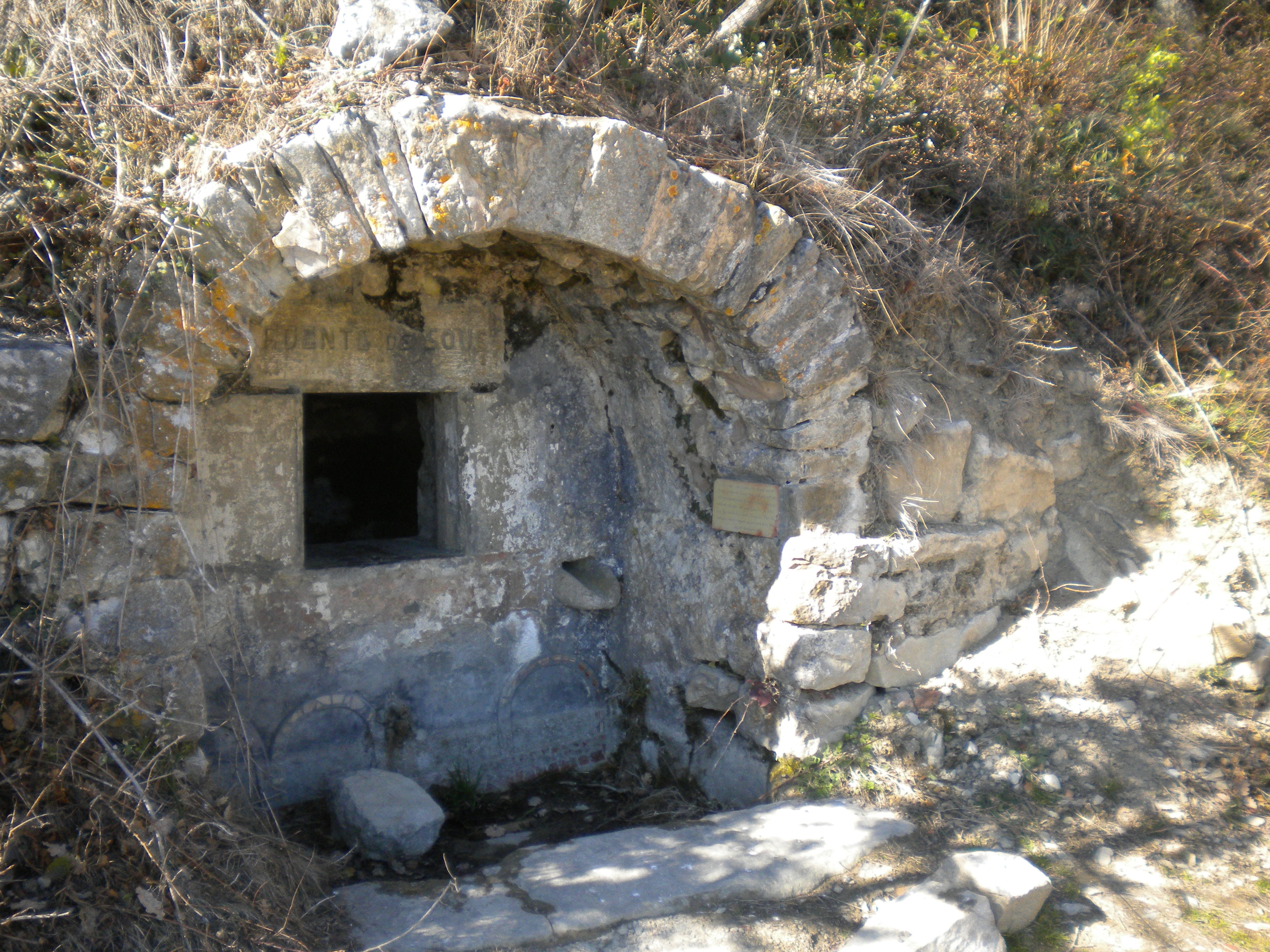
Font mencionada per la llegenda de Jacint Verdaguer.

La font de l'Esparreguera (fonte vocabulo Sparrigaria) o dels Monjos, actualment seca, és molt a prop del monestir, que n'obtenia l'aigua necessària. Segons conta la llegenda (recollida per Verdaguer), aquesta font no existia, però un dia passaren per allí dos homes que perseguien sarraïns fugitius. Estaven fatigats, feia molta calor i tenien set, i un d'aquests exclamà: 
| « | "Si Déu ens fes la mercè d'una mica d'aigua!" | » |

Immediatament, brollà aigua d'on ara hi ha la font.
Verdaguer també va transmetre una altra llegenda relacionada amb el monestir del Mont, en aquest cas sobre la fundació del santuari de la Mare de Déu del Mont. L'abat va rebre instruccions en somnis per a la construcció d'un santuari per a la imatge, ja tan venerada al monestir, en una altura. Va decidir construir-lo al pla de Solls, entre el monestir i l'actual santuari, però l'endemà del primer dia de feina es van trobar les eines al cim de la muntanya. Els obrers van tornar a treballar al mateix lloc, i es va repetir el fet, fins que van abandonar el primer projecte i van construir el santuari allà on el volia la Mare de Déu.

## Etimologia
El nom històric del monestir, vigent durant tota la seva existència, fou Sant Llorenç del Mont. El de Sant Llorenç de Sous, més difós actualment, s'originà després de la seva supressió i construcció a les seves ruïnes de la parròquia del poble de Sous sota aquesta advocació. Sovint és utilitzat aquest darrer per evitar confusions amb el monestir de Sant Llorenç del Munt.

## Protecció i situació contemporània
El 1983 fou declarat Bé Cultural d'Interès Nacional. A partir de 1984 s'emprengueren campanyes de neteja, excavació i consolidació del conjunt monumental, a càrrec del Departament de Cultura de la Generalitat de Catalunya. El 2008 s'ha aprovat un projecte de restauració, impulsat per l'Ajuntament d'Albanyà i la Diputació provincial de Girona, que és afavorida per la recent potenciació turística del santuari.